# Faerlea antora
Faerlea antora är en plattmaskart som beskrevs av Ernst Marcus 1952. Faerlea antora ingår i släktet Faerlea och familjen Isodiametridae. Inga underarter finns listade i Catalogue of Life.